# Vėtra Wilno (hokej na lodzie)
Vėtra Wilno – litewski klub hokejowy z siedzibą w Wilnie, założony w listopadzie 2009 roku. Zespół starał się o angaż do rozgrywek Kontynentalnej Hokejowej Ligi w sezonie 2010/2011, ale nie został do niej przyjęty.